# Hæmatit
Hæmatit (også skrevet hematit og kaldet jernglans eller blodsten) (af græsk αιματoεις (haimatoeis), der betyder blodig) er et mineral af typen jernoxid med formel Fe2O3. Hematit dannes i krystal struktur og er det vigtigste råstof ved fremstilling af jern.